# Aphanius iberus
Aphanius iberus је зракоперка из реда Cyprinodontiformes и фамилије Cyprinodontidae.

## Угроженост
Ова врста се сматра угроженом.

## Распрострањење
Врста је присутна у следећим државама: Шпанија и Алжир.

## Станиште
Станиште врсте су слатководна подручја.